# ByKolles Racing
La ByKolles Racing è una squadra automobilistica austriaca con sede a Greding in Germania, fondata nel 2000 da Romulus Kolles e suo figlio Colin Kolles.

## Storia

### Inizi in Monoposto
Fondata nel 2000 da Romulus Kolles e suo figlio Colin Kolles, il team ha inizialmente partecipato alla Formula 3 tedesca per poi passare alla Formula 3 Euro Series dove ha gareggiato dal 2003 al 2005. Dal 2005 fino il 2009 Colin Kolles lascia il team per diventare direttore del team Jordan Grand Prix di Formula 1. Senza il figlio, Romulus decide di lasciare le corse in monoposto per passare al Deutsche Tourenwagen Masters con il supporto di Audi.

### Endurance classe LMP1
Dal 2012 il team austriaco si unisce al marchio Lotus ed entra nel Campionato del mondo endurance correndo nella classe LMP2 con la Lola B08/80. Nel 2014 passa alla classe LMP1-L, progettata esclusivamente per i privati senza sistemi ibridi nelle loro auto. Il team sempre unito alla Lotus chiude terzo nella classifica costruttori. 
Per la stagione 2015 il team ByKolles partecipa da indipendente, utilizzando la CLM P1/01 correndo la LMP1. I piloti scelti sono  Simon Trummer, Vitantonio Liuzzi e Christian Klien. Il team arriva così terzo tra i team privati, mentre nel 2016 riesce a migliorare il suo risultato arrivando secondo. Dal 2017 fino il 2019 utilizza la nuova ENSO CLM P1/01.

### Programma LMH
Nel 2018, la FIA e l'ACO hanno approvato il nuovo regolamento Le Mans Hypercar. Il 13 dicembre 2018 il team ByKolles ufficializza la loro scelta di entrare come costruttore nel Campionato del mondo endurance. Il 18 settembre 2020 alla vigilia della 24 Ore di Le Mans 2020 il team presenta la sua vettura per la prima volta, inizialmente viene scelto il nome PMC Project LMH. Nonostante l'annuncio originale di ByKolles di essere presente per la stagione 2021, il 21 gennaio 2021 viene ufficializzato l'elenco degli iscritti ed non includeva il team ByKolles.
Il 2 aprile 2021, vengono annunciati i nomi dei suoi piloti di sviluppo, il francese Tom Dillmann e l'argentino Esteban Guerrieri. Il 12 gennaio 2022 viene annunciata la lista dei team iscritti per la stagione 2022 del WEC, anche in questo caso la vettura del team ByKolles viene escluso. Il motivo è dovuto che il team non è associato a nessun marchio automobilistico esistente. Per questo il team si unisce al marchio Vanwall. Di conseguenza la vettura LMH viene rinominata Vanwall LMH. Nella seconda metà del 2022 il team porta in pista la nuova vettura in diversi circuiti europei dove oltre ai collaudatori principali ci sono João Paulo de Oliveira e il campione del mondo di Formula 1 nel 1997, Jacques Villeneuve.
L'11 gennaio 2023 la FIA emana la lista ufficiale del team per il Campionato del mondo endurance, questa volta il team riesce iscriversi sotto il nome di Floyd Vanwall Racing Team. Il team porterà in pista la propria vettura, la Vanwall Vandervell 680 con Dillmann, Guerrieri e Jacques Villeneuve come piloti.

## Risultati

### Formula 3 tedesca
| Anno | Team                   | Auto | Motore      | Pilota                 | Gare | Punti | Pos. |
| ---- | ---------------------- | ---- | ----------- | ---------------------- | ---- | ----- | ---- |
| 2000 | AIL Team Kolles Racing | F300 | Mugen-Honda | Elran Nijenhuis        | 14   | 18    | 18°  |
| 2000 | AIL Team Kolles Racing | F300 | Mugen-Honda | Andreas Feichtner      | 4    | 4     | 24°  |
| 2000 | AIL Team Kolles Racing | F300 | Mugen-Honda | Peter Sundberg         | 10   | 4     | 25°  |
| 2000 | AIL Team Kolles Racing | F300 | Mugen-Honda | Marc Hynes             | 2    | 0     | NC   |
| 2001 | Team Kolles Racing     | F300 | Mugen-Honda | Pierre Kaffer          | 20   | 156   | 4°   |
| 2001 | Team Kolles Racing     | F300 | Mugen-Honda | Kimmo Liimatainen      | 20   | 25    | 16°  |
| 2002 | Team Kolles Racing     | F302 | Mugen-Honda | João Paulo de Oliveira | 14   | 16    | 12°  |
| 2002 | Team Kolles Racing     | F302 | Mugen-Honda | Charles Zwolsman Jr.   | 10   | 8     | 15°  |
| 2002 | Team Kolles Racing     | F302 | Mugen-Honda | Ross Zwolsman          | 10   | 0     | 21°  |
| 2002 | Team Kolles Racing     | F302 | Mugen-Honda | Sakon Yamamoto         | 6    | 0     | 22°  |
| 2002 | Team Kolles Racing     | F399 | Mugen-Honda | Stefano Proetto        | 14   | 0     | 30°  |

### Formula 3 Euro Series
| Anno | Team                 | Auto | Motore     | Pilota               | Gare | Punti | Pos. |
| ---- | -------------------- | ---- | ---------- | -------------------- | ---- | ----- | ---- |
| 2003 | Kolles               | F303 | Mercedes   | Charles Zwolsman Jr. | 20   | 7     | 19°  |
| 2003 | Kolles               | F302 | Mercedes   | Jamie Green          | 6    | 6     | 20°  |
| 2003 | Kolles               | F302 | Mercedes   | Jan Heylen           | 14   | 0     | 28°  |
| 2004 | Team Kolles          | F303 | Mercedes   | Adrian Sutil         | 18   | 9     | 17°  |
| 2004 | Team Kolles          | F303 | Mercedes   | Maximilian Götz      | 2    | 3     | 19°  |
| 2004 | Team Kolles          | F302 | Mercedes   | Thomas Holzer        | 20   | 2     | 20°  |
| 2009 | Kolles & Heinz Union | F309 | Volkswagen | Robert Wickens       | 4    | 0     | 22°  |
| 2009 | Kolles & Heinz Union | F309 | Volkswagen | Johan Jokinen        | 18   | 0     | 24°  |
| 2009 | Kolles & Heinz Union | F309 | Volkswagen | Nick Tandy           | 16   | 0     | 28°  |
| 2009 | Kolles & Heinz Union | F309 | Volkswagen | Carlo van Dam        | 4    | 0     | 31°  |
| 2009 | Kolles & Heinz Union | F309 | Volkswagen | Edoardo Mortara      | 2    | 0     | NC   |

### Risultati nel campionato del mondo endurance
| Anno      | Nome del team             | Auto                   | Classe   | Gomme | Piloti               | Gare | Punti | Pos. |
| --------- | ------------------------- | ---------------------- | -------- | ----- | -------------------- | ---- | ----- | ---- |
| 2012      | Lotus                     | Lola B12/80            | LMP2     | D     | Thomas Holzer        | 8    | 32    | 8°   |
| 2012      | Lotus                     | Lola B12/80            | LMP2     | D     | Mirco Schultis       | 7    | 32    | 8°   |
| 2012      | Lotus                     | Lola B12/80            | LMP2     | D     | Luca Moro            | 4    | 32    | 8°   |
| 2012      | Lotus                     | Lola B12/80            | LMP2     | D     | Renger van der Zande | 1    | 32    | 8°   |
| 2012      | Lotus                     | Lola B12/80            | LMP2     | D     | Christijan Albers    | 1    | 32    | 8°   |
| 2012      | Lotus                     | Lola B12/80            | LMP2     | D     | Luca Moro            | 1    | N/A   | NC   |
| 2012      | Lotus                     | Lola B12/80            | LMP2     | D     | Kevin Weeda          | 6    | N/A   | NC   |
| 2012      | Lotus                     | Lola B12/80            | LMP2     | D     | James Rossiter       | 6    | N/A   | NC   |
| 2012      | Lotus                     | Lola B12/80            | LMP2     | D     | Vitantonio Liuzzi    | 4    | N/A   | NC   |
| 2012      | Lotus                     | Lola B12/80            | LMP2     | D     | Jan Charouz          | 1    | N/A   | NC   |
| 2013      | Lotus                     | Lotus T128             | LMP2     | D     | Kevin Weeda          | 8    | 11    | 8°   |
| 2013      | Lotus                     | Lotus T128             | LMP2     | D     | Vitantonio Liuzzi    | 6    | 11    | 8°   |
| 2013      | Lotus                     | Lotus T128             | LMP2     | D     | Christophe Bouchut   | 4    | 11    | 8°   |
| 2013      | Lotus                     | Lotus T128             | LMP2     | D     | James Rossiter       | 4    | 11    | 8°   |
| 2013      | Lotus                     | Lotus T128             | LMP2     | D     | Lucas Auer           | 8    | 11    | 8°   |
| 2013      | Lotus                     | Lotus T128             | LMP2     | D     | Thomas Holzer        | 8    | 37    | 7°   |
| 2013      | Lotus                     | Lotus T128             | LMP2     | D     | Dominik Kraihamer    | 8    | 37    | 7°   |
| 2013      | Lotus                     | Lotus T128             | LMP2     | D     | Jan Charouz          | 8    | 37    | 7°   |
| 2014      | Lotus                     | CLM P1/01              | LMP1-L   | M     | James Rossiter       | 2    | 33    | 3°   |
| 2014      | Lotus                     | CLM P1/01              | LMP1-L   | M     | Christophe Bouchut   | 2    | 33    | 3°   |
| 2014      | Lotus                     | CLM P1/01              | LMP1-L   | M     | Lucas Auer           | 3    | 33    | 3°   |
| 2014      | Lotus                     | CLM P1/01              | LMP1-L   | M     | Pierre Kaffer        | 4    | 33    | 3°   |
| 2014      | Lotus                     | CLM P1/01              | LMP1-L   | M     | Simon Trummer        | 1    | 33    | 3°   |
| 2014      | Lotus                     | CLM P1/01              | LMP1-L   | M     | Nathanaël Berthon    | 1    | 33    | 3°   |
| 2015      | Team ByKolles             | CLM P1/01              | LMP1     | M     | Simon Trummer        | 8    | 104   | 3°   |
| 2015      | Team ByKolles             | CLM P1/01              | LMP1     | M     | Vitantonio Liuzzi    | 2    | 104   | 3°   |
| 2015      | Team ByKolles             | CLM P1/01              | LMP1     | M     | Christian Klien      | 2    | 104   | 3°   |
| 2015      | Team ByKolles             | CLM P1/01              | LMP1     | M     | Tiago Monteiro       | 1    | 104   | 3°   |
| 2015      | Team ByKolles             | CLM P1/01              | LMP1     | M     | Pierre Kaffer        | 6    | 104   | 3°   |
| 2016      | ByKolles Racing Team      | CLM P1/01              | LMP1     | D     | Simon Trummer        | 9    | 109   | 2°   |
| 2016      | ByKolles Racing Team      | CLM P1/01              | LMP1     | D     | Oliver Webb          | 9    | 109   | 2°   |
| 2016      | ByKolles Racing Team      | CLM P1/01              | LMP1     | D     | James Rossiter       | 2    | 109   | 2°   |
| 2016      | ByKolles Racing Team      | CLM P1/01              | LMP1     | D     | Pierre Kaffer        | 6    | 109   | 2°   |
| 2017      | ByKolles Racing Team      | ENSO CLM P1/01         | LMP1     | M     | Oliver Webb          | 4    | N/A   | NC   |
| 2017      | ByKolles Racing Team      | ENSO CLM P1/01         | LMP1     | M     | Dominik Kraihamer    | 4    | N/A   | NC   |
| 2017      | ByKolles Racing Team      | ENSO CLM P1/01         | LMP1     | M     | James Rossiter       | 2    | N/A   | NC   |
| 2017      | ByKolles Racing Team      | ENSO CLM P1/01         | LMP1     | M     | Marco Bonanomi       | 4    | N/A   | NC   |
| 2018-2019 | ByKolles Racing Team      | ENSO CLM P1/01         | LMP1     | M     | Oliver Webb          | 5    | 22    | 4°   |
| 2018-2019 | ByKolles Racing Team      | ENSO CLM P1/01         | LMP1     | M     | Tom Dillmann         | 4    | 22    | 4°   |
| 2018-2019 | ByKolles Racing Team      | ENSO CLM P1/01         | LMP1     | M     | Dominik Kraihamer    | 2    | 22    | 4°   |
| 2018-2019 | ByKolles Racing Team      | ENSO CLM P1/01         | LMP1     | M     | René Binder          | 1    | 22    | 4°   |
| 2018-2019 | ByKolles Racing Team      | ENSO CLM P1/01         | LMP1     | M     | James Rossiter       | 2    | 22    | 4°   |
| 2023      | Floyd Vanwall Racing Team | Vanwall Vandervell 680 | Hypercar | M     | Esteban Guerrieri    | 2    | 6*    |      |
| 2023      | Floyd Vanwall Racing Team | Vanwall Vandervell 680 | Hypercar | M     | Tom Dillmann         | 2    | 6*    |      |
| 2023      | Floyd Vanwall Racing Team | Vanwall Vandervell 680 | Hypercar | M     | Jacques Villeneuve   | 2    | 6*    |      |

### 24 Ore di Le Mans
| Anno | Vettura                 | Piloti               | Risultato | Giri Completati |
| ---- | ----------------------- | -------------------- | --------- | --------------- |
| 2009 | Audi R10 TDI            | Narain Karthikeyan   | 7°        | 369             |
| 2009 | Audi R10 TDI            | Charles Zwolsman Jr. | 7°        | 369             |
| 2009 | Audi R10 TDI            | André Lotterer       | 7°        | 369             |
| 2009 | Audi R10 TDI            | Christian Bakkerud   | 9°        | 360             |
| 2009 | Audi R10 TDI            | Christijan Albers    | 9°        | 360             |
| 2009 | Audi R10 TDI            | Giorgio Mondini      | 9°        | 360             |
| 2010 | Audi R10 TDI            | Scott Tucker         | DNF       | 182             |
| 2010 | Audi R10 TDI            | Manuel Rodrigues     | DNF       | 182             |
| 2010 | Audi R10 TDI            | Christophe Bouchut   | DNF       | 182             |
| 2010 | Audi R10 TDI            | Christian Bakkerud   | DNF       | 331             |
| 2010 | Audi R10 TDI            | Christijan Albers    | DNF       | 331             |
| 2010 | Audi R10 TDI            | Oliver Jarvis        | DNF       | 331             |
| 2012 | Lola B12/60             | Thomas Holzer        | DNF       | 155             |
| 2012 | Lola B12/60             | Mirco Schultis       | DNF       | 155             |
| 2012 | Lola B12/60             | Luca Moro            | DNF       | 155             |
| 2013 | Lotus T128              | Kevin Weeda          | DNF       | 17              |
| 2013 | Lotus T128              | James Rossiter       | DNF       | 17              |
| 2013 | Lotus T128              | Christophe Bouchut   | DNF       | 17              |
| 2013 | Lotus T128              | Thomas Holzer        | DNF       | 219             |
| 2013 | Lotus T128              | Dominik Kraihamer    | DNF       | 219             |
| 2013 | Lotus T128              | Jan Charouz          | DNF       | 219             |
| 2015 | ByKolles CLM P1/01      | Simon Trummer        | DSQ       | 260             |
| 2015 | ByKolles CLM P1/01      | Pierre Kaffer        | DSQ       | 260             |
| 2015 | ByKolles CLM P1/01      | Tiago Monteiro       | DSQ       | 260             |
| 2016 | ByKolles CLM P1/01      | Simon Trummer        | DNF       | 206             |
| 2016 | ByKolles CLM P1/01      | Pierre Kaffer        | DNF       | 206             |
| 2016 | ByKolles CLM P1/01      | Oliver Webb          | DNF       | 206             |
| 2017 | ByKolles ENSO CLM P1/01 | Dominik Kraihamer    | DNF       | 7               |
| 2017 | ByKolles ENSO CLM P1/01 | Oliver Webb          | DNF       | 7               |
| 2017 | ByKolles ENSO CLM P1/01 | Marco Bonanomi       | DNF       | 7               |
| 2018 | ByKolles ENSO CLM P1/01 | Oliver Webb          | DNF       | 65              |
| 2018 | ByKolles ENSO CLM P1/01 | Tom Dillmann         | DNF       | 65              |
| 2018 | ByKolles ENSO CLM P1/01 | Dominik Kraihamer    | DNF       | 65              |
| 2019 | ByKolles ENSO CLM P1/01 | Tom Dillmann         | DNF       | 163             |
| 2019 | ByKolles ENSO CLM P1/01 | Oliver Webb          | DNF       | 163             |
| 2019 | ByKolles ENSO CLM P1/01 | Paolo Ruberti        | DNF       | 163             |
| 2020 | ByKolles ENSO CLM P1/01 | Tom Dillmann         | DNF       | 97              |
| 2020 | ByKolles ENSO CLM P1/01 | Oliver Webb          | DNF       | 97              |
| 2020 | ByKolles ENSO CLM P1/01 | Bruno Spengler       | DNF       | 97              |